# Grashüpfer
Die Grashüpfer (Gomphocerinae) sind eine artenreiche Unterfamilie der Feldheuschrecken (Acrididae), deren Vertreter vorzugsweise in verschiedenen Arten von Grasland (Wiesen, Grünlandbrachen bis hin zu selten gemähten Verkehrsinseln) leben. Der Kopf der Grashüpfer wirkt im Profil meist spitzer als der der verwandten Ödlandschrecken (Oedipodinae). Beim Stridulationsapparat der Grashüpfer ist, umgekehrt als bei den Ödland- und den Grasschrecken (Acridinae), die Schrillader im Vorderflügel glatt und die Schrillleiste auf der Innenseite der Hinterschenkel fein gezähnt.
Der Gesang der Grashüpfer ist stärker differenziert als bei den Ödlandschrecken: Die meisten Arten zeigen einen Spontangesang, mit dem die Weibchen angelockt werden, einen „Rivalengesang“, mit dem die Männchen ihr Territorium gegeneinander abgrenzen, und einen „Werbegesang“ bei der Balz. Die Gesänge (in Bestimmungsbüchern in der Regel der „gewöhnliche Gesang“) sind ein wichtiges Unterscheidungsmerkmal für morphologisch ähnliche Arten.
Im Gegensatz zu den Grashüpfern, Ödland- und Grasschrecken fehlt den mitteleuropäischen Feldheuschrecken der Unterfamilie der Knarrschrecken (Catantopinae) der Stridulationsapparat. Letztere zeigen als weiteres gemeinsames Merkmal einen deutlich sichtbaren Zapfen zwischen den Vorderhüften, der bei den erstgenannten drei Unterfamilien höchstens als kleiner Höcker ausgebildet ist.

## Arten in Mitteleuropa
- Große Höckerschrecke (Arcyptera fusca)
- Kleine Höckerschrecke (Acryptera microptera)
- Gefleckte Keulenschrecke (Myrmeleotettix maculatus)
- Rote Keulenschrecke (Gomphocerippus rufus)
- Sibirische Keulenschrecke (Gomphocerus sibiricus)
- Große Goldschrecke (Chrysochraon dispar)
- Kleine Goldschrecke (Euthystira brachyptera)
- Schweizer Goldschrecke (Podismopsis keisti)
- Gebirgsgrashüpfer (Stauroderus scalaris)
- Feldgrashüpfer (Chorthippus apricarius)
- Steppengrashüpfer (Chorthippus vagans)
- Kiesbank-Grashüpfer (Chorthippus pullus)
- Nachtigall-Grashüpfer (Chorthippus biguttulus)
- Brauner Grashüpfer (Chorthippus brunneus)
- Verkannter Grashüpfer (Chorthippus mollis)
- Weißrandiger Grashüpfer (Chorthippus albomarginatus)
- Wiesengrashüpfer (Chorthippus dorsatus)
- Sumpfgrashüpfer (Pseudochorthippus montanus)
- Gemeiner Grashüpfer (Pseudochorthippus parallelus)
- Bunter Grashüpfer (Omocestus viridulus)
- Buntbäuchiger Grashüpfer (Omocestus rufipes)
- Rotleibiger Grashüpfer (Omocestus haemorrhoidalis)
- Schwarzfleckiger Grashüpfer (Stenobothrus nigromaculatus)
- Heidegrashüpfer (Stenobothrus lineatus)
- Kleiner Heidegrashüpfer (Stenobothrus stigmaticus)
- Zwerggrashüpfer (Stenobothrus crassipes; verbreitet in Österreich sowie kleinen Reliktarealen im Kyffhäusergebirge, in der Hainleite und im Huy Sachsen-Anhalts und Thüringens, sonst nur südosteuropäisch)[1][2]